# Rafael Tobias de Aguiar Pais de Barros
Rafael Tobias de Aguiar Pais de Barros, segundo Barão de Piracicaba, (Itu, 1830 – Itu, 19 de março de 1898) foi um fazendeiro brasileiro.
Filho de Antônio Pais de Barros, primeiro Barão de Piracicaba, e de Gertrudes Eufrosina de Aguiar.
Casou-se em primeiras núpcias com sua prima Leonarda de Aguiar de Barros, filha de Bento Pais de Barros, Barão de Itu, e em segundas com Maria Joaquina de Melo e Oliveira, filha de José Estanislau de Oliveira, Visconde de Rio Claro.
Dentre seus filhos, destaca-se Sofia Pais de Barros, que se casou com Washington Luís Pereira de Sousa, futuro Presidente do Brasil.